# ジョゼフ・ルドゥー
ジョゼフ・ルドゥー（Joseph E. LeDoux、1949年12月7日 - ）は、アメリカの心理学者、神経科学者。ニューヨーク大学教授。Center for the Neuroscience of Fear and Anxietyのセンター長。ルイジアナ州ユーニス出身。
1977年、State University of New York at Stony Brookにて博士号取得。2011年カール・スペンサー・ラシュレー賞受賞。

## 著書
- 『エモーショナル・ブレイン―情動の脳科学』 松本元・川村光毅ほか訳、東京大学出版会、2003年。ISBN 978-4130633192
- 『シナプスが人格をつくる 脳細胞から自己の総体へ』 森憲作監修、谷垣暁美訳、みすず書房、2004年。ISBN 978-4622071105
- 『情動と理性のディープ・ヒストリー　意識の誕生と進化40億年史』 駒井章治訳、化学同人、2023年。ISBN 978-4759823332
- 『存在の四次元　意識の生物学理論』 高橋洋訳、みすず書房、2025年 ISBN 978-4622097631